# Wińsko (gromada)
Wińsko – dawna gromada, czyli najmniejsza jednostka podziału terytorialnego Polskiej Rzeczypospolitej Ludowej w latach 1954–1972.
Gromady, z gromadzkimi radami narodowymi (GRN) jako organami władzy najniższego stopnia na wsi, funkcjonowały od reformy reorganizującej administrację wiejską przeprowadzonej jesienią 1954 do momentu ich zniesienia z dniem 1 stycznia 1973, tym samym wypierając organizację gminną w latach 1954–1972.
Gromadę Wińsko z siedzibą GRN w Wińsku utworzono – jako jedną z 8759 gromad na obszarze Polski – w powiecie wołowskim w woj. wrocławskim, na mocy uchwały nr 31/54 WRN we Wrocławiu z dnia 2 października 1954. W skład jednostki weszły obszary dotychczasowych gromad Baszyn, Słup, Wińsko (bez przysiółka Rogówek) i Węgrzce (bez przysiółków Wrzeszów, Wrzeszówek i Rogów Wołowski) oraz przysiółek Kleszczowice z dotychczasowej gromady Grzeszyn – ze zniesionej gminy Wińsko w tymże powiecie. Dla gromady ustalono 22 członków gromadzkiej rady narodowej.
1 stycznia 1960 do gromady Wińsko włączono obszar zniesionej gromady Piskorzyna oraz wsie Łazy i Kozowo ze zniesionej gromady Gryżyce – w tymże powiecie.
31 grudnia 1961 do gromady Wińsko włączono wieś Domanice ze zniesionej gromady Stary Wołów oraz wieś Stryjno ze zniesionej gromady Rudawa w tymże powiecie.
1 stycznia 1972 do gromady Wińsko włączono wsie Smogorzów Wielki i Smogorzówek ze zniesionej gromady Pełczyn w tymże powiecie.
Gromada przetrwała do końca 1972 roku, czyli do kolejnej reformy gminnej. 1 stycznia 1973 powiecie wołowskim reaktywowano gminę Wińsko.